# Sicyopterus fuliag
Sicyopterus fuliag är en fiskart som beskrevs av Herre 1927. Sicyopterus fuliag ingår i släktet Sicyopterus och familjen smörbultsfiskar. Inga underarter finns listade i Catalogue of Life.